# 1995년 오리콘 1위 싱글 목록
일본에서 한 주간 가장 많이 팔린 싱글은 오리콘 주간 차트에 실리며, 이 차트는 오리콘이 발행하는 잡지 《오리스타》에 개제된다. 판매량은 한 주 동안의 각 싱글의 판매량을 기준으로 오리콘이 종합한다.

## 차트 기록
| 발행일    | 싱글                                              | 가수                        | 참고                      |
| --------- | ------------------------------------------------- | --------------------------- | ------------------------- |
| 1월 2일   | (미발표)                                          | (미발표)                    |                           |
| 1월 9일   | 「たぶんオーライ」                                | SMAP                        |                           |
| 1월 16일  | 「晴天を誉めるなら夕暮れを待て」                  | ASKA                        |                           |
| 1월 23일  | 「CRAZY GONNA CRAZY」                             | TRF                         | 2주 연속, 1995년 1월 1위  |
| 1월 30일  | 「CRAZY GONNA CRAZY」                             | TRF                         | 2주 연속, 1995년 1월 1위  |
| 2월 6일   | 「奇跡の地球」                                    | 쿠와타 케이스케&Mr.Children | 1995년 2월 1위            |
| 2월 13일  | 「masquerade」                                    | TRF                         |                           |
| 2월 20일  | 「HELLO」                                         | 후쿠야마 마사하루           |                           |
| 2월 27일  | 「Secret Night～It's My Treat～」                 | WANDS                       |                           |
| 3월 6일   | 「ら・ら・ら」                                    | 오구로 마키                 | 1995년 3월 1위            |
| 3월 13일  | 「KANSHAして」                                    | SMAP                        |                           |
| 3월 20일  | 「Overnight Sensation～時代はあなたに委ねてる～」 | TRF                         |                           |
| 3월 27일  | 「WOW WAR TONIGHT 〜時には起こせよムーヴメント」  | H Jungle with t             | 7주 연속, 1995년 4월 1위  |
| 4월 3일   | 「WOW WAR TONIGHT 〜時には起こせよムーヴメント」  | H Jungle with t             | 7주 연속, 1995년 4월 1위  |
| 4월 10일  | 「WOW WAR TONIGHT 〜時には起こせよムーヴメント」  | H Jungle with t             | 7주 연속, 1995년 4월 1위  |
| 4월 17일  | 「WOW WAR TONIGHT 〜時には起こせよムーヴメント」  | H Jungle with t             | 7주 연속, 1995년 4월 1위  |
| 4월 24일  | 「WOW WAR TONIGHT 〜時には起こせよムーヴメント」  | H Jungle with t             | 7주 연속, 1995년 4월 1위  |
| 5월 1일   | 「WOW WAR TONIGHT 〜時には起こせよムーヴメント」  | H Jungle with t             | 7주 연속, 1995년 4월 1위  |
| 5월 8일   | 「WOW WAR TONIGHT 〜時には起こせよムーヴメント」  | H Jungle with t             | 7주 연속, 1995년 4월 1위  |
| 5월 15일  | 「KNOCKIN' ON YOUR DOOR」                         | L⇔R                         |                           |
| 5월 22일  | 「[es] "Theme of es"」                            | Mr.Children                 | 2주 연속, 1995년 5월 1위  |
| 5월 29일  | 「[es] "Theme of es"」                            | Mr.Children                 | 2주 연속, 1995년 5월 1위  |
| 6월 5일   | 「旅人のうた」                                    | 나카지마 미유키             |                           |
| 6월 12일  | 「ねがい」                                        | B'z                         | 1995년 6월 1위            |
| 6월 19일  | 「しようよ」                                      | SMAP                        |                           |
| 6월 26일  | 「ねがい」                                        | B'z                         | 통산 2주                  |
| 7월 3일   | 「未来のために」                                  | DEEN                        |                           |
| 7월 10일  | 「TOMORROW」                                      | 오카모토 마요               |                           |
| 7월 17일  | 「love me, I love you」                           | B'z                         | 2주 연속, 1995년 7월 1위  |
| 7월 24일  | 「love me, I love you」                           | B'z                         | 2주 연속, 1995년 7월 1위  |
| 7월 31일  | 「あなただけを～Summer Heartbreak～」             | 사잔 올 스타즈              |                           |
| 8월 7일   | 「LOVE LOVE LOVE/嵐が来る」                       | DREAMS COME TRUE            | 1995년 1위 1995년 8월 1위 |
| 8월 14일  | 「Longing 〜跡切れたmelody〜」                    | X JAPAN                     |                           |
| 8월 21일  | 「シーソーゲーム 〜勇敢な恋の歌〜」               | Mr.Children                 | 3주 연속                  |
| 8월 28일  | 「シーソーゲーム 〜勇敢な恋の歌〜」               | Mr.Children                 | 3주 연속                  |
| 9월 4일   | 「シーソーゲーム 〜勇敢な恋の歌〜」               | Mr.Children                 | 3주 연속                  |
| 9월 11일  | 「サヨナラは今もこの胸に居ます」                  | ZARD                        |                           |
| 9월 18일  | 「どんないいこと」                                | SMAP                        |                           |
| 9월 25일  | 「Hello, Again 〜昔からある場所〜」               | My Little Lover             | 2주 연속, 1995년 9월 1위  |
| 10월 2일  | 「Hello, Again 〜昔からある場所〜」               | My Little Lover             | 2주 연속, 1995년 9월 1위  |
| 10월 9일  | 「Joy to the love」                               | globe                       |                           |
| 10월 16일 | 「Message」                                       | 후쿠야마 마사하루           |                           |
| 10월 23일 | 「LOVE PHANTOM」                                  | B'z                         | 1995년 10월 1위           |
| 10월 30일 | 「スリル」                                        | 호테이 토모야스             |                           |
| 11월 6일  | 「BRAND NEW TOMORROW」                            | TRF                         |                           |
| 11월 13일 | 「ROMANCE/家へ帰ろ」                              | DREAMS COME TRUE            |                           |
| 11월 20일 | 「俺たちに明日はある」                            | SMAP                        |                           |
| 11월 27일 | 「DESIRE」                                        | LUNA SEA                    |                           |
| 12월 4일  | 「To Love You More」                              | 셀린 디온                   | 2주 연속, 1995년 12월 1위 |
| 12월 11일 | 「To Love You More」                              | 셀린 디온                   | 2주 연속, 1995년 12월 1위 |
| 12월 18일 | 「Chase the Chance」                              | 아무로 나미에               |                           |
| 12월 25일 | 「To Love You More」                              | 셀린 디온                   |                           |

## 특이 사항
1995년 11월 1위곡은 아무로 나미에의 「Body Feels EXIT」이다.

## 연간 TOP 10
※ 집계: 1994년 12월 5일 - 1995년 11월 27일
- 1위: DREAMS COME TRUE 「LOVE LOVE LOVE／嵐が来る」
- 2위: H Jungle with t 「WOW WAR TONIGHT 〜時には起こせよムーヴメント」
- 3위: 후쿠야마 마사하루 「HELLO」
- 4위: Mr.Children 「Tomorrow never knows」
- 5위: Mr.Children 「シーソーゲーム 〜勇敢な恋の歌〜」
- 6위: My Little Lover 「Hello, Again 〜昔からある場所〜」
- 7위: 쿠와타 케이스케&Mr.Children 「奇跡の地球」
- 8위: 오카모토 마요 「TOMORROW」
- 9위: 스피츠 「ロビンソン」
- 10위: B'z 「LOVE PHANTOM」